# Erythromma
Erythromma är ett släkte i insektsordningen trollsländor som tillhör familjen sommarflicksländor. Systematiken för släktet är något omstridd, men det finns minst 5 kända arter. I Sverige representeras det av två arten. I Europa och i södra Sverige finns också Erythromma viridulum.

## Arter (urval)
- Erythromma humerale
- Erythromma lindenii
- Erythromma najas
- Erythromma tinctipennis
- Erythromma viridulum